# Peter Fessler
Peter Fessler (* 1959 in Köln) ist ein deutscher Jazzmusiker (Gesang und Gitarre) und Songwriter.

## Biografie
Fessler erhielt mit zwölf Jahren von seinem Entdecker und Mentor Rick Abao den ersten Gitarrenunterricht. Nach seiner Schulzeit folgte ein längerer Aufenthalt in den USA, wo er sich weiter der Musik widmete. Der Sänger mit kanadisch-polnisch-deutschen Wurzeln spielte Sessions in Clubs, Bars und Hotels in New York und San Francisco. In dieser Zeit entstanden auch erste eigene Kompositionen.
In Deutschland begann Fessler, dessen Stimme vier Oktaven umfasst, ein Studium für Gesang im Jazzseminar der Musikhochschule in Köln und wurde von 1983 bis 1987 Sänger bei Trio Rio, einer Latin-Jazz-Band, die 1986 durch den Hit New York–Rio–Tokyo bekannt wurde. Um seine eigenen musikalischen Vorstellungen weiter zu verwirklichen, zog es Fessler für einige Zeit zurück in die Vereinigten Staaten, wo er sich dem Songschreiben widmete und u. a. mit Sheila E. und Chaka Khan arbeitete.
Der erneuten Rückkehr nach Deutschland folgten 1991 das erste Solo-Album My Songs sowie verschiedene Radio- und TV-Produktionen. Fessler wurde die deutsche Stimme des Aladdin in der gleichnamigen Walt-Disney-Produktion. Dabei entstand das Lied Ein Traum wird wahr, ein Duett mit Sabine Hettlich. Nach Veröffentlichung des 1993er Albums Don’t Tell Me widmete sich Fessler hauptsächlich einem Jazz- und Latin-Jazz-Repertoire und komponierte eigene Stücke.
Auf dem 2000er Album Signatures befanden sich ausschließlich eigene Kompositionen. Al Jarreau holte ihn beim Jazzfestival in Montreux mit seiner Gitarre als Duettpartner auf die Bühne. Außerdem war Fessler Special Guest bei Randy Crawfords 1999er Tournee. Ende 2003 trat er in Tokio auf. Mit seiner Fusion von Stimme und klassischer Gitarre hat er seitdem zu einer neuen Klang-Ästhetik gefunden. Auf seinem Album Das mit dir (2010) interpretiert er deutsche Lyrik von Miriam Frances, Erich Kästner und Alexander Bragao. Auf dem Album Spirit of Christmas (2013) von Pee Wee Ellis interpretierte er den Popklassiker Last Christmas.
2014 wurde Fessler für sein Album Quality Time (mit Don Grusin) mit dem ECHO Jazz in der Kategorie „Bester Sänger national“ ausgezeichnet und setzte im gleichen Jahr mit der CD Intro da vida seine neuen Maßstäbe der Improvisationssprache „Fesperanto“.

## Diskografie

### Alben
- 1991: My Songs
- 1993: Don’t Tell Me
- 1996: Foot Prints
- 1997: Colours of My Mind
- 1998: On Stage
- 1998: Very Close (Mini-Album, Limited Edition)
- 1999: Eastside Moments
- 2000: Signatures
- 2003: Here’s That Rainy Day (Compilation)
- 2005: Lovers, Fools & Dreamers
- 2005: Blue Summer
- 2005: Landscape Tapestry
- 2007: I Concentrate on You (mit der NDR-Bigband)
- 2008: Voices on the Stair
- 2010: Das mit dir
- 2012: FLY!
- 2013: Quality Time
- 2014: Intro da vida
- 2017: Peter Fessler & Peter Weniger – Two in One: The Concert

### Singles
- 1993: Conquer Me
- 1993: Don’t Delay
- 1998: Open Your Arms (mit Emotion Factory)
- 2000: Silver or Gold
- 2001: Happy Morning

### Mitwirkungen
Als Studiosänger beteiligte sich Peter Fessler an zahlreichen Produktionen anderer Musiker, so zum Beispiel 2005 in dem jazzorientierten Album Metharphosis der Harfenistin Ulla van Daelen.